# Volební výbor Poslanecké sněmovny Parlamentu České republiky

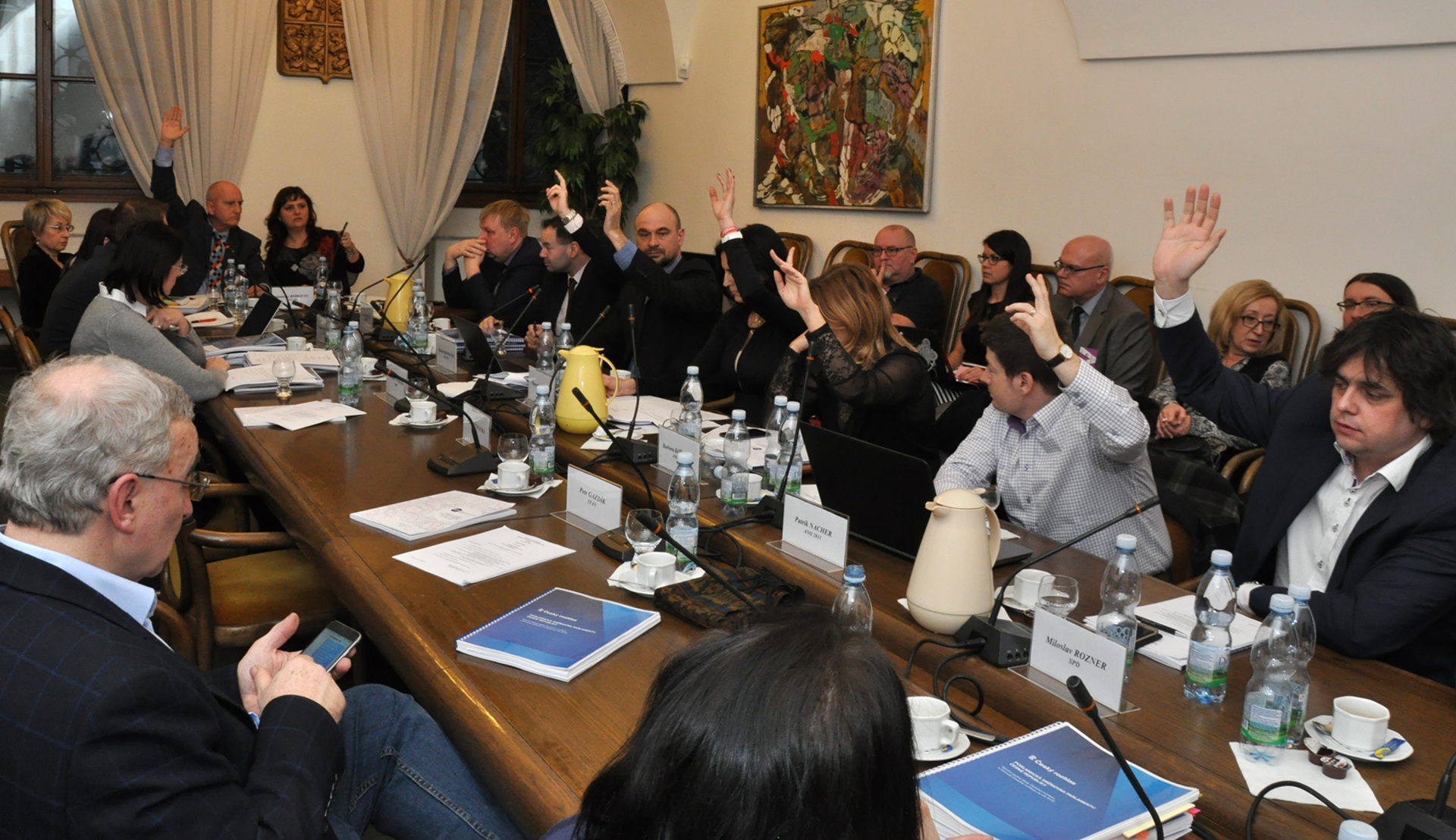
Jednání Volebního výboru Poslanecké sněmovny ze dne 15. února 2018.

Volební výbor Poslanecké sněmovny Parlamentu ČR je jedním z výborů, které je Poslanecká sněmovna povinna zřídit na začátku každého volebního období.
Ve volebním období 2013–2017 ho vedl Martin Komárek z (ANO 2011).

## Předsedové výboru v historii

### Volební výbor
| Předseda           | Strana | Strana | Doba vykonávání úřadu | Foto |
| ------------------ | ------ | ------ | --------------------- | ---- |
| Jan Vidím          |        | ODS    | 2001–2002             |      |
| Miroslav Beneš     |        | ODS    | 2002–2006             |      |
| Petr Tluchoř       |        | ODS    | 2006–2010             |      |
| Václav Mencl       |        | ODS    | 2010–2013             |      |
| Martin Komárek     |        | ANO    | 2013–2017             |      |
| Stanislav Berkovec |        | ANO    | 2017–2021             |      |
| Aleš Juchelka      |        | ANO    | 2021–dosud            |      |

## Volební výbor (24.11.2017 – 21.10.2021)

### Místopředsedové výboru
- Petr Dolínek
- Ing. Aleš Juchelka
- Ing. Tomáš Martínek
- Miroslava Němcová
- Lubomír Španěl

## Volební výbor (27.11.2013 – 26.10.2017)

### Místopředsedové výboru
- Mgr. Bc. Pavla Golasowská, DiS.
- Mgr. Daniel Herman
- Mgr. Vítězslav Jandák
- Ing. Martin Kolovratník
- RNDr. Vladimír Koníček
- Mgr. Nina Nováková
- Mgr. Tomáš Podivínský

## Volební výbor (24.06.2010 – 28.08.2013)

### Místopředsedové výboru
- MUDr. Jiří Besser
- Mgr. Vítězslav Jandák
- Ing. Václav Kubata
- Mgr. Ivana Levá
- Petr Skokan

## Volební výbor (06.12.2006 – 3.06.2010)

### Místopředsedové výboru
- Mgr. Vlasta Bohdalová

## Volební výbor (16.07.2002 – 15.06.2006)

### Místopředsedové výboru
- doc. PhDr. Miroslav Grebeníček, CSc.
- MUDr. Petr Kott
- Ing. Vlastimil Ostrý
- Ing. Jiří Václavek

## Volební výbor (20.01.2001 – 20.06.2002)

### Místopředsedové výboru
- JUDr. Stanislav Křeček
- Vladimír Mlynář